# Zarodnia
Zarodnia (sporangium, mn. sporangia) – organ rozmnażania bezpłciowego roślin zarodnikowych i grzybów. Ma postać zamkniętego tworu, wewnątrz którego powstają komórki rozrodcze – haploidalne zarodniki. U plechowców zarodnie są pojedynczą komórką, a powstające w ich wnętrzu zarodniki nazywane są endosporami. W niektórych grupach organizmów (np. u grzybów podstawczaków) jednokomórkowe zarodnie tworzą wypustki do których przechodzą zarodniki (uzyskują w ten sposób podwójną ścianę) zwane egzosporami. W zależności od tego czy w zarodni podział komórki jest mitotyczny czy mejotyczny powstają odpowiednio mitospory i mejospory. U mszaków i paprotników zarodnie są wielokomórkowe i mają złożoną budowę. W ich wnętrzu powstają mejospory. 

## Zarodnie jednokomórkowe
Wyspecjalizowane komórki, które w wyniku podziałów wewnętrznych tworzą różnorodne typy zarodników, charakterystyczne są dla różnych grup systematycznych organizmów klasyfikowanych niegdyś zbiorczo do glonów i grzybów. U wielu glonów zarodnie, zwane też sporogoniami, powstają w wyniku przekształcenia komórek pełniących wcześniej funkcje wegetatywne. Po podziale protoplastu powstają zarodniki nieruchome (aplanospory) lub ruchome – zaopatrzone w wici (pływki, zoospory).

## Zarodnie wielokomórkowe

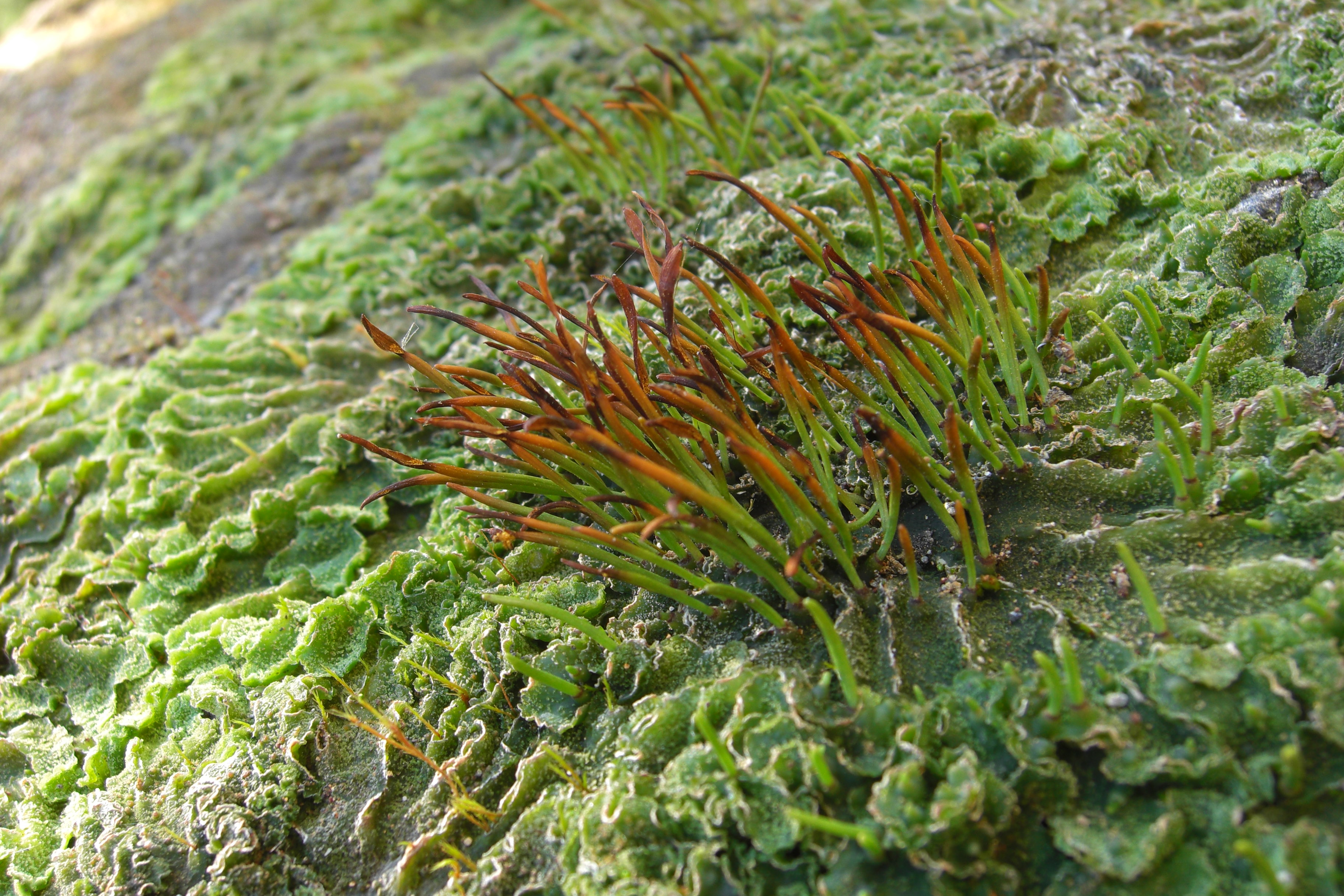
Wrzecionowate zarodnie u glewika Anthoceros

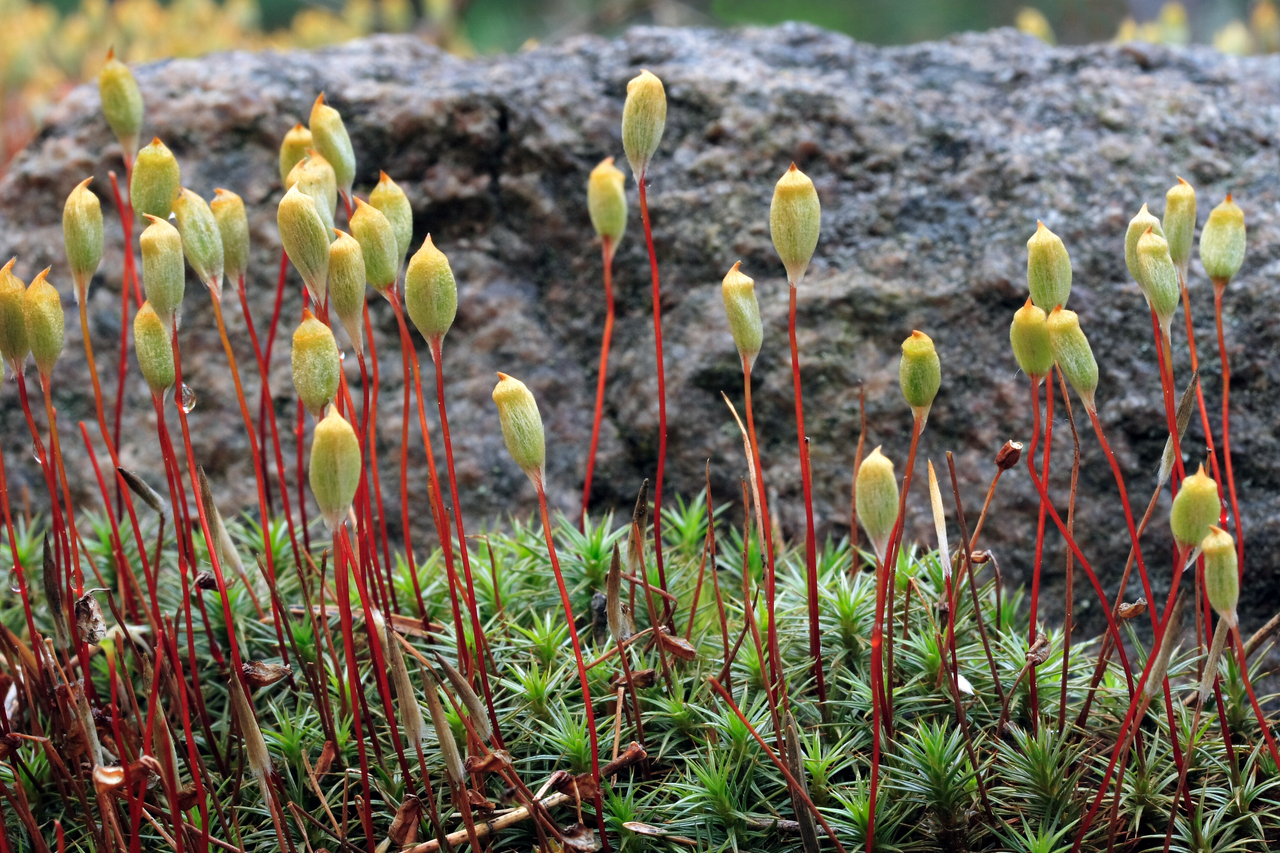
Okryte czepkami zarodnie mchu Pogonatum urnigerum

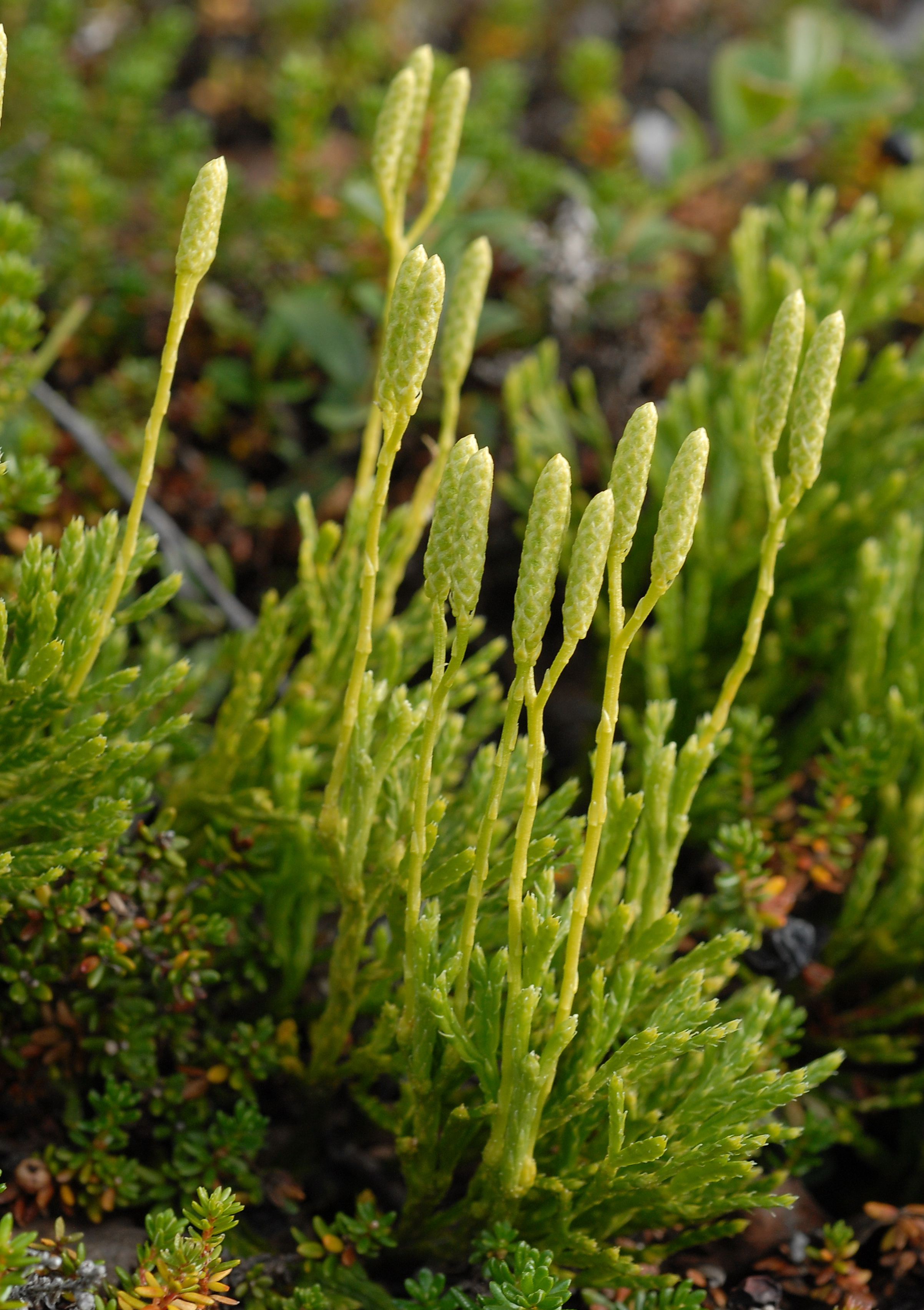
Kłosy zarodnionośne widlicza spłaszczonego (widłaki)

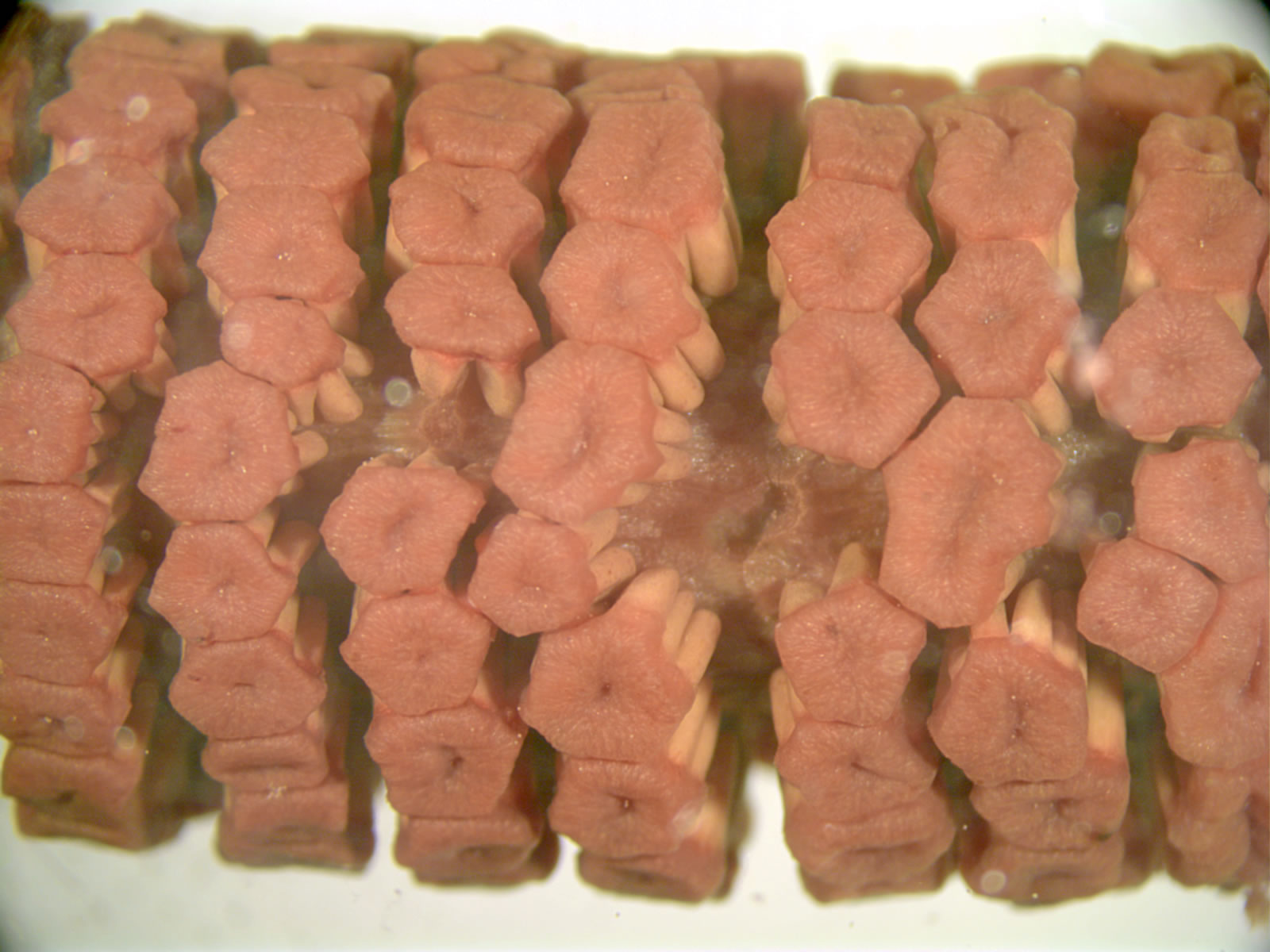
Tarczkowate sporangiofory skrzypu z workowatymi zarodniami pod spodem

U mszaków zarodnia zwana jest często puszką i sporogonem, powstaje pojedynczo na szczycie sporofitu. U zarodnikowych roślin naczyniowych (tj. widłaków i monilofitów) zarodnie występują w większej liczbie na pędzie, tworząc wyspecjalizowane organy (kłosy zarodnionośne i kupki zarodni). Zarodnie wielkomórkowe powstają w pokoleniu diploidalnym (na sporoficie) i w trakcie tworzenia zarodników, komórki tkanki zarodnikotwórczej (archespor) ulegają podziałowi mejotycznemu dzięki czemu powstające zarodniki są haploidalne (mejospory).   
GlewikiZarodnia jest walcowata z wielowarstwową ścianą komórkową, od zewnątrz z epidermą z aparatami szparkowymi, poza tym także z miękiszem asymilacyjnym. Przez jej środek biegnie kolumna zbudowana z 16 szeregów komórek. Zarodnia powstaje sukcesywnie u swej nasady, tak że w swej górnej części zawiera dojrzałe i wysypujące się zarodniki, podczas gdy w dole wciąż następują podziały komórek. Obok zarodników powstają sprężyce, ale te wykształcone są szczątkowo i dlatego określane są także mianem „pseudosprężyc”. Zarodnia otwiera się od góry ku dołowi dwiema klapami, często spiralnie skręconymi. Od dołu zarodnia otoczona jest okrywą zwaną perychecjum tworzoną przez gametofit.
WątrobowceZarodnia jest kulista, owalna lub walcowata. Osadzona jest na szerokiej stopie. Długi czas rozwija się w obrębie ścian rodni. W trakcie rozwoju dzielące się komórki tworzą dwie warstwy – zewnętrzną zwaną amfitecjum i wewnętrzną zwaną endotecjum. Z tej pierwszej powstaje ściana zarodni, z drugiej – tkanka zarodnikotwórcza (archespor). W miarę dojrzewania zarodni wydłuża się gałąź boczna gametofitu, na której rozwija się sporofit. Powiększająca się zarodnia rozrywa ścianki rodni, które pozostają u jej nasady w formie postrzępionego kołnierza zwanego pochewką (vaginula). Ściany dojrzałej zarodni są zwykle brązowe lub czarne, rzadko żółte. Charakterystyczną cechą taksonomiczną jest budowa ścian zarodni. U jednych grup (porostnicowce Marchantiales) ściany są jednowarstwowe, u innych wielowarstwowe o swoistych zgrubieniach widocznych na ściankach od zewnątrz i wewnątrz puszki. Wielokomórkowe ściany od zewnątrz okryte są epidermą zawierająca liczne, prymitywne aparaty szparkowe. Zarodnia otwiera się u wątrobowców w różny sposób. U niektórych dojrzała puszka wydłuża się, wewnątrz wzrasta ciśnienie i w efekcie następuje odrzucenie wieczka, a znajdujące się wewnątrz zarodniki wyrzucane są na odległość ok. 10 cm. Zwykle jednak puszka pęka 4 klapami, czasem ściany jednokomórkowe ulegają resorpcji i po prostu rozpadają się. Puszka zarodni wątrobowców zawiera od kilkuset do miliona zarodników oraz wymieszane z nimi sprężyce.
MchyZarodnia ma bardzo zmienny kształt – kulisty, jajowaty, gruszkowaty, wybrzuszony jednostronnie itp., może być wyprostowana lub zgięta oraz różnie wybarwiona, przy czym zwykle w miarę dojrzewania zmienia kolor od zielonej poprzez żółta do czerwonej. U niektórych rodzajów (np. płonnik Polytrichum) u nasady zarodni wykształca się szyja (apophis, collum) łącząca zarodnię z setą sporofitu. Zewnętrzna część puszki zarodni powstaje z amfitecjum, podczas gdy z endotecjum powstaje kolumienka oraz archespor. Zarodnia przykryta jest wieczkiem (operculum) przyjmującym różne kształty w różnych grupach systematycznych. Wieczko odpada, gdy wewnątrz zarodni dojrzeją zarodniki. W odrzuceniu wieczka bierze udział pierścień (annulus). Zarodnia nierzadko okryta jest czepkiem (calyptra) powstającym z górnej części rodni oderwanej od gametofitu podczas wzrostu sporofitu.
WidłakiZarodnie rozwijają się zazwyczaj pojedynczo na brzusznej (przyosiowej) stronie liści, u ich nasady ewentualnie wyrastają na osi kłosa zarodnionośnego w pobliżu nasady liścia. Liście płodne, na których rozwijają się zarodnie nazywane są sporofilami. Liście te bywają tak odmienne od liści wegetatywnych, że tworzą wyraźnie wyodrębniające się kłosy zarodnionośne. Same zarodnie mają kształt nerkowaty. Powstają w wyniku podziałów komórek prowadzących najpierw do utworzenia dwóch warstw. Z zewnętrznej powstaje ściana zarodni, w tym także tzw. stomium, czyli poprzeczny pas komórek, których ściany ulegają rozerwaniu po dojrzeniu zarodni. Wewnątrz powstaje tkanka zarodnikotwórcza, w której większość komórek tworzy komórki macierzyste zarodników, które po podziale mejotycznym tworzą haploidalne tetrady rozpadające się na zarodniki. U widłaków różnozarodnikowych (widliczkowców i poryblinowców) wyróżnia się dwa typy zarodni: makro- i mikrosporangia. W pierwszych z pojedynczych komórek macierzystych powstają nieliczne makrospory (kilka u widliczkowców, do kilkuset u poryblinowców), w drugich powstają bardzo liczne mikrospory (nawet do miliona zarodników w jednej zarodni). U poryblinowców zarodnie osiągają okazałe rozmiary (do 7 mm długości), są elipsoidalne i zagłębione w tkance sporofila, przynajmniej częściowo osłonięte są też przez fałd utworzony z tkanek liścia.
SkrzypyWorkowate zarodnie skupione są w tarczowatych sporofilach zwanych sporangioforami. U dawniejszych przedstawicieli na jednym sporofilu znajdowały się 4 zarodnie, w ciągu rozwoju tej grupy liczba zarodni rosła osiągając 12. Zarodnie otoczone są jednowarstwową ścianką otwierającą się podłużną szczeliną w stronę trzonka. Wewnątrz zarodni znajdują się jednakowe, kuliste zarodniki z dwiema elaterami (sprężycami). Sporangiofory wyrastają okółkowe skupione na szczycie pędów w kłosach zarodnionośnych. U przedstawicieli tej grupy z okresu karbońskiego w kłosie znajdowały się okółki łusek płonnych.
GrzybyZarodnie to zamknięte struktury o różnorodnych kształtach, wewnątrz których tworzą się zarodniki. W trakcie ich tworzenia cała zawartość protoplazmy przekształca się w zarodniki. Mogą one być ruchome, zaopatrzone w wić (tzw. zoospory) lub nieruchome, bezwiciowe (aplanospory). Zarodnie małe nazywa się sporangiami, duże, zazwyczaj o wydłużonym, cylindrycznym kształcie to merosporangia.